# 艾尔肯·阿不都热依木
艾尔肯·阿不都热依木维吾尔族，新疆人，中华人民共和国政府官员。

## 生平
艾尔肯·阿不都热依木曾任新疆维吾尔自治区道路运输管理局局长，任至2008年。2007年出任新疆维吾尔自治区交通运输厅助理巡视员。2008年，升任新疆维吾尔自治区交通运输厅副巡视员。2014年，被免去新疆维吾尔自治区交通运输厅副巡视员职务。